# Emmetsburg
Emmetsburg is een plaats (city) in de Amerikaanse staat Iowa, en valt bestuurlijk gezien onder Palo Alto County.

## Demografie
Bij de volkstelling in 2000 werd het aantal inwoners vastgesteld op 3958. In 2006 is het aantal inwoners door het United States Census Bureau geschat op 3664, een daling van 294 (-7,4%).

## Geografie
Volgens het United States Census Bureau beslaat de plaats een oppervlakte van 10,2 km², waarvan 9,8 km² land en 0,4 km² water. Emmetsburg ligt op ongeveer 377 m boven zeeniveau.

## Plaatsen in de nabije omgeving
De onderstaande figuur toont nabijgelegen plaatsen in een straal van 16 km rond Emmetsburg.